# Industrie du Captagon en Syrie

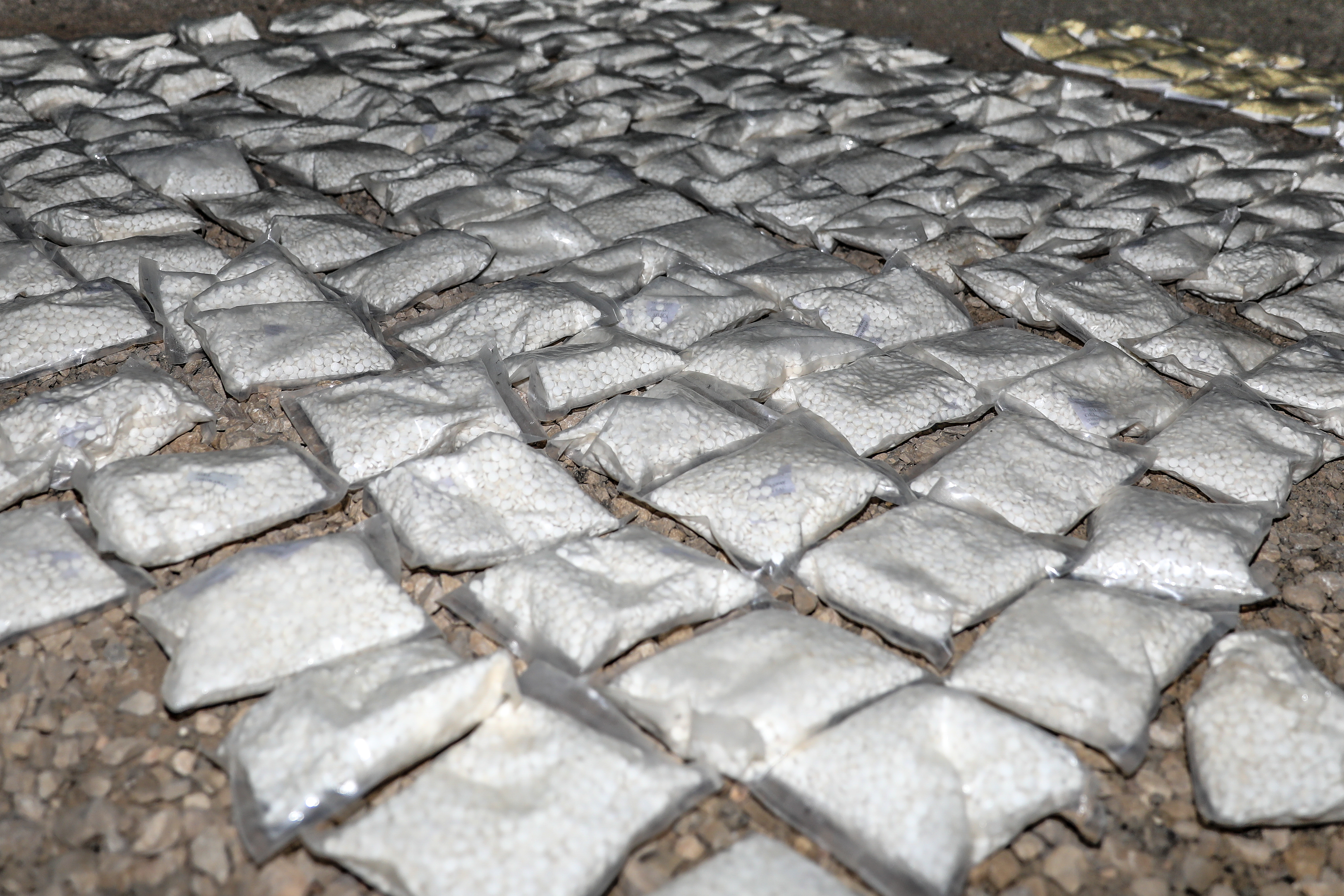
127 sacs de Captagon saisis en Syrie avant d'être détruits en mai 2018

L’industrie du Captagon en Syrie est responsable d’environ 80 % de la production mondiale du captagon. La Syrie exporte la drogue vers divers pays, principalement dans la région du Moyen-Orient, notamment la Jordanie, l'Irak, l’Arabie saoudite, les États du Golfe et l'Égypte. L'exportation de drogue était l'une des principales sources de revenus du gouvernement de Bachar el-Assad, l'aidant à soutenir l'économie pendant la guerre civile syrienne,,.
Après la chute du régime d'Assad, le nouveau gouvernement syrien de transition a ordonné la cessation du trafic de drogue ; le flux aurait été réduit d'au moins 90 % peu avant le renversement d'Assad.

## Contexte
L’écrasante majorité des pilules de Captagon sont produites en Syrie et une petite partie au Liban. Selon les estimations, le trafic de drogue représenterait des milliards de dollars.

## Exportation de la drogue vers les pays du Moyen-Orient
Selon les estimations de 2023, environ 80 % du Captagon est produit en Syrie et exporté depuis le port de Lattaquié avec l’aide du gouvernement syrien sous le commandement de Maher el-Assad. Les estimations suggèrent que le marché commercial du Captagon varie entre 5,7 et 57 milliards de dollars,. Au fil des ans, des centaines de millions de comprimés de Captagon ont été introduits en contrebande en Jordanie, en Irak, en Arabie saoudite et dans les pays du Golfe. L’une des principales voies de contrebande passe par la province d’Anbar, qui borde la Syrie, la Jordanie et l’Arabie saoudite. En 2021, plus de 250 millions de comprimés de Captagon ont été saisis dans le monde, soit 18 fois plus qu’en 2017. En outre, selon Al Jazeera, en 2022, la Jordanie a saisi 65 millions de comprimés de Captagon en Syrie en route vers son territoire. En 2015, le secrétaire du Comité national de contrôle des drogues de l'Arabie saoudite a signalé que la majorité des consommateurs de Captagon étaient âgés de 12 à 22 ans.
En mai 2023, un sommet s'est tenu à Djeddah où les pays de la Ligue arabe ont conclu un accord de normalisation avec la Syrie et de levée de l'embargo sur ce pays à la suite de la guerre civile en Syrie, en échange de la suppression de la contrebande de Captagon depuis ce pays vers d'autres pays de la région, qui entraîne une augmentation de la consommation de drogue chez les jeunes.
La drogue a été utilisée par les militants de l'État islamique lors des attentats de Paris en novembre 2015 et par le Hamas lors l'attaque de 2023 contre Israël,.

### La réponse de la Jordanie au trafic de drogue
Après la normalisation, la Syrie a autorisé la Jordanie à attaquer à plusieurs reprises des trafiquants de drogue sur son territoire, qui faisaient passer de la drogue en Jordanie. Les attaques ont principalement visé le district d'As-Suwayda, dans le sud-ouest de la Syrie. Dans certains cas, des civils ont été tués lors de ces attaques, ce qui a suscité des critiques locales à l'encontre du gouvernement, qui n'a pas fait assez pour mettre fin au phénomène de contrebande et a forcé la Jordanie à engager une action militaire dans cette région.